# Alex Lima
Alex Lima (Salvador, 30 de junho de 1983) é um político brasileiro.
Eleito deputado estadual em 2014 pelo PTN para o período 2015-2019, reeleito em 2018 pelo PSB para o período 2019-2023.